# Vrumona
Vrumona is een Nederlandse frisdrankenfabrikant en -leverancier gevestigd in Bunnik. De basis van het bedrijf wordt in 1945 gelegd als op initiatief van Anton van Dam enkele honderden kleine zelfstandige limonadefabrikanten besluiten om een gezamenlijke fabriek te bouwen en gemeenschappelijke merkartikelen te gaan voeren. De bedrijfsnaam Vrumona (1953) verwijst naar het woord VRUchtenliMONAde: aanvankelijk legt het bedrijf zich in hoofdzaak toe op de productie van vruchtenlimonades.

## Geschiedenis
Op 16 juni 1945 wordt op initiatief van Anton van Dam de nv Vitam Vruchtenproducten Maatschappij opgericht. Anton van Dam (1915-1956) is de oudste broer van de latere PvdA-politicus en VARA-voorzitter Marcel van Dam. De opzet van de onderneming, gevestigd aan de Wijde Doelen te Utrecht, is om bederfgevoelige producten als vruchtenlimonades en vruchtensappen centraal te gaan vervaardigen. De fabrikanten die zich als aandeelhouder hebben aangemeld zijn gerechtigd om ieder in hun eigen stad of regio de wederverkoop en distributie van deze producten op zich nemen.
Als voormalig procuratiehouder van Machinefabriek Jansen & Sutorius (Utrecht), een bedrijf dat onder andere spoel-, vul- en sluitmachines voor de limonade-industrie vervaardigt, kent Van Dam als geen ander de noden en problemen van kleine limonadefabrikanten. Daarbij heeft Van Dam ook een oom die zo'n kleine limonadefabrikant is. Een centraal productiebedrijf moet deze kleine ondernemers in staat stellen zich als distributeurs te handhaven op een markt die steeds meer door buitenlandse ondernemingen (het Zwitserse Hero en het Amerikaanse Coca-Cola) wordt gedomineerd.

### Bedrijfscentrale KAD
In mei 1947 wordt de naam van het bedrijf gewijzigd in nv Bedrijfscentrale voor het Koolzuurhoudende en Alcoholvrije Drankenbedrijf (kortweg Bedrijfscentrale KAD), omdat de naam Vitam te veel lijkt op die van de nv Vita, een producent van diepgevroren voedingswaren te Leiden.
Wegens problemen bij het verkrijgen van suiker – dat nog tot november 1948 op de bon blijft – lukt het de Bedrijfscentrale KAD pas om in juli 1947 vruchtenlimonade te gaan produceren. Het betreft ananaslimonade onder de merknaam Vrumona. Het belangrijkste ingrediënt – gesuikerd ananassap – wordt geïmporteerd uit Suriname. Kort daarop wordt ook de productie van appelsap onder de merknaam Vrumona opgestart. Voor appelsap is namelijk geen suiker nodig. Na het opheffen van de suikerdistributie wordt het assortiment snel uitgebreid met andere vruchtenlimonades: sinas, cassis, cerise en grapefruit.
In november 1948 start in Bunnik de bouw van een nieuwe fabriek. In diezelfde maand sluit de Bedrijfscentrale KAD een licentie-overeenkomst met de Pepsi-Cola Company. Bedoeling is om samen met de aandeelhouders van de Bedrijfscentrale KAD te komen tot de oprichting van een aantal regionale Pepsi-Cola-bottelmaatschappijen, naar voorbeeld van de Nederlandse Coca-Cola-bottelmaatschappijen. De aandeelhouders van de Bedrijfscentrale KAD blijken echter niet kapitaalkrachtig genoeg. Een Pepsi-Cola-bottelmaatschappij voor Rotterdam en omstreken, waarin twaalf aandeelhouders van de Bedrijfscentrale KAD uit deze regio moeten gaan participeren, komt bijvoorbeeld niet van de grond.
Om de Pepsi-Cola-licentie niet te verliezen richt de Bedrijfscentrale KAD begin 1950 de nv Haagse Koolzuurhoudende Alcoholvrije Drankenonderneming (Hakado) op. Hakado is een verkoopcombinatie voor Pepsi-Cola in de regio Den Haag, waarin vijf aandeelhouders uit Den Haag participeren, maar waarvan het leeuwendeel van het kapitaal afkomstig is van de Bedrijfscentrale KAD. Met de verkoop van Pepsi-Cola in Den Haag wordt in februari 1950 gestart. De flesjes Pepsi-Cola zijn afkomstig uit de nieuwe fabriek in Bunnik, die nog grotendeels in aanbouw is. De inrichting van deze fabriek komt tot stand in nauwe samenwerking met specialisten van de Pepsi-Cola Company.

### Brouwersparticipatie

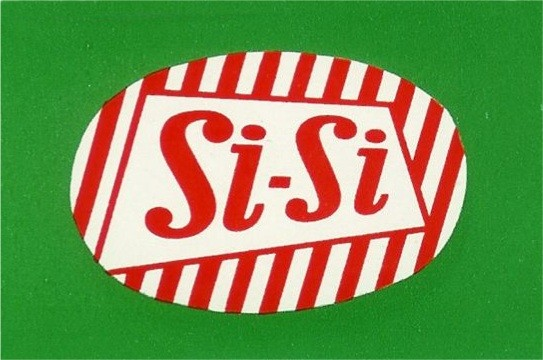
Logo Si-Si, 1955.

Geldgebrek maakt dat de Bedrijfscentrale KAD medio 1950 voorzichtig toenadering zoekt tot de kapitaalkrachtige bierbrouwerijen Heineken en Amstel. Deze brouwerijen zijn op hun beurt vooral geïnteresseerd in de Pepsi-Cola-licentie. In oktober 1950 komt Anton van Dam met de brouwerijen overeen om de fabriek in Bunnik onder te brengen in een joint venture: de helft van de aandelen voor Bedrijfscentrale KAD en de andere helft voor Heineken en Amstel.
Heineken en Amstel hebben op dat moment al een gezamenlijk bedrijf op het gebied van frisdranken en vruchtensappen, te weten Polar Vruchtensappenfabriek nv te Maastricht. De productie van dit bedrijf wordt begin 1951 verplaatst naar Bunnik. Op 28 februari 1951 stemmen de aandeelhouders van Bedrijfscentrale KAD in met de nieuwe constructie. Als voorlopig vehikel voor het gezamenlijke frisdrankenproductiebedrijf van Heineken (25%), Amstel (25%) en Bedrijfscentrale KAD (50%) gaat de nv Polar dienstdoen.
De nieuwe fabriek in Bunnik wordt op 21 juni 1951 officieel in gebruik genomen. Van Dam wordt directeur en krijgt als mededirecteur Kees Becht (1917-2016) naast zich. Bij het tot elkaar brengen van de Bedrijfscentrale KAD en de beide brouwerijen heeft Becht een belangrijke rol gespeeld. Becht is tevens eigenaar van een appelsapfabriek te Bergen op Zoom – de door hem in 1946 opgerichte B3 Vruchtensappen-Industrie nv – en directeur van de eveneens te Bergen op Zoom gevestigde nv Distilleerderij en Likeurstokerij Wed. C.J. Becht & Zonen, producent van onder andere de sinaasappelvruchtenlimonade Si-Si.
De gebruiksrechten van het merk Si-Si worden door Becht ingebracht in de joint venture van Heineken, Amstel en de Bedrijfscentrale KAD. Als gevolg daarvan wordt in mei 1951 het product Vrumona Sinas vervangen door Si-Si. Ook de andere producten die tot dan toe onder de merknaam Vrumona zijn uitgebracht krijgen in mei 1951 een andere naam. Zo wordt Vrumona Cassis omgedoopt tot Cas-Si. De productie van Vrumona Appelsap wordt beëindigd; vanaf mei 1951 levert het bedrijf B3 Vruchtensappen-Industrie nv namelijk B3-appelsap en tomatensap aan de aandeelhouders van de Bedrijfscentrale KAD.
De eerste twee jaar sluit de joint venture met negatieve resultaten af. Deze verliezen leiden er mede toe dat Amstel zich eind 1952 uit het bedrijf in Bunnik terugtrekt.

### Vrumona nv

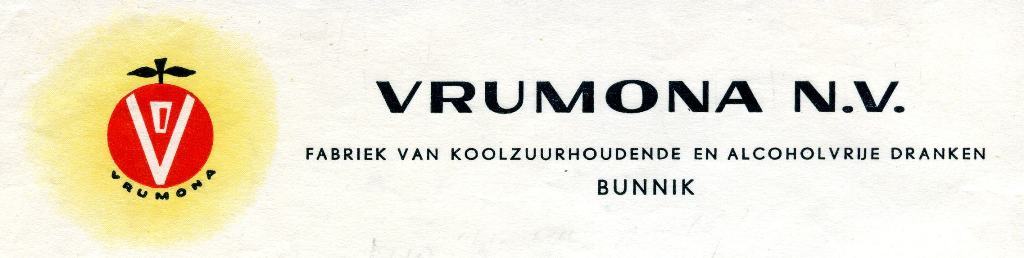
Briefhoofd Vrumona, 1957.

Heineken en Bedrijfscentrale KAD richten per 15 januari 1953 een nieuwe joint venture op genaamd Vrumona nv, waarin beide partijen de helft van de aandelen bezitten. Sinasdrank Si-Si (vanaf juni 1956 tevens leverbaar in een gezinsfles van 75 cl) groeit uit tot het belangrijkste product. Gezien het grote belang van het merk Si-Si neemt Vrumona nv per 1 januari 1955 de N.V. Wed. C.J. Becht & Zonen over. Per 1 september 1961 neemt Vrumona nv ook B3 Vruchtensappen-Industrie nv over.
Op 1 oktober 1961 wordt een bottellicentie voor de frisdrank Seven-Up verworven door de overname van de Seven-Up Bottling Company Amsterdam nv. Dit bedrijf bezit de exclusieve productie- en verkooprechten van Seven-Up voor de provincies Noord-Holland, Zuid-Holland (met uitzondering van Rotterdam en omstreken) en Utrecht.
Met de overname van Seven-Up Bottling Company Het Noorden nv te Assen verwerft Vrumona ook de licentierechten voor Groningen, Friesland en Drenthe per 1 mei 1964. Het bedrijf dat de Seven-Up-rechten voor Rotterdam en omstreken bezit, nv Handelmaatschappij v/h J.C. Tims, kan door Vrumona pas op 1 januari 1969 worden ingelijfd. Als aandeelhouder van de Bedrijfscentrale KAD is Tims overigens sinds 1959 betrokken bij de verkoop en distributie van Si-Si en andere Vrumona-producten in Rotterdam en omstreken, terwijl de Bedrijfscentrale sinds 1961 een coördinerende rol vervult bij de verkoop en distributie van de Tims-producten Royal Club tonic, ginger ale en sodawater buiten Rotterdam. Met de overname van Tims verwerft Vrumona een uitbreiding van haar Seven-Up-distributie en een belangrijk merk als aanvulling op de portfolio.

### Distributierechten
De exclusieve distributierechten van de aandeelhouders van de Bedrijfscentrale KAD komen eind jaren vijftig en begin jaren zestig onder druk te staan. De aandeelhouders van Bedrijfscentrale KAD claimen niet alleen in het horeca- maar ook in het retailkanaal over exclusieve verkooprechten te beschikken. Zij verzetten zich tegen rechtstreekse leveranties door Vrumona aan distributiecentra van grootwinkel- en vrijwillig filiaalbedrijven. Daardoor dreigt Vrumona's marktpositie in het retailkanaal achter te blijven.
Vrumona-directeur Anton van Dam steunt de aandeelhouders van de Bedrijfscentrale KAD in hun verlangen naar exclusieve distributierechten. Na het overlijden van Anton van Dam op 9 november 1956 ligt de weg echter open voor veranderingen, die vooral onder leiding van Kees Becht worden doorgevoerd. Begin jaren zestig worden compensatievergoedingen ingevoerd die aandeelhouders ermee moeten verzoenen dat Vrumona rechtstreeks gaat leveren aan de levensmiddelengroothandel.

### Overname door Heineken
In 1965 dwingt Heineken een herstructurering af waarbij de Bedrijfscentrale KAD verdwijnt en plaats maakt voor de Stichting KAD. Aandeelhouders van de Bedrijfscentrale KAD kunnen hun aandelen inruilen tegen certificaten van aandelen Vrumona. Op 7 augustus 1967 worden de certificaten van aandelen Vrumona vrij verhandelbaar en treedt Vrumona toe tot de ten beurze verhandelde incourante fondsen. Heineken verwerft een flink aantal van deze certificaten en brengt op 4 maart 1968 een openbaar bod uit op alle nog uitstaande certificaten van aandelen Vrumona. Nagenoeg alle certificaathouders accepteren dit bod zodat Vrumona per 1 oktober 1968 een volle dochteronderneming van Heineken wordt.

### Ambachtelijke bereiding frisdrank
Inhakend op de (horeca)vraag naar bijzondere, onderscheidende en meer avontuurlijke frisdranken werd door Vrumona in 2019 een speciale business unit opgericht voor de verkoop en marketing van zogenaamde craft soda's. De naam waaronder deze business unit opereert is Sir Joe, een naam die verwijst naar Joseph Priestley, de achttiende-eeuwse ontdekker van koolzuurgas. De reeds door Vrumona gevoerde merken Russell & Co. (2016) en Caleb's Kola (2018) werden overgeheveld naar deze businessunit, die daarnaast nog een aantal merken verwierf: een reeks van oorsprong Australische frisdranken onder de naam StrangeLove (2019), een serie frisdranken op basis van komboecha onder de naam Butcha (2019) en een aantal energiedranken onder de naam Tenzing (2020).

### Verkoop aan Royal Unibrew
Begin juli 2023 maakte Heineken bekend Vrumona te verkopen aan het Deense Royal Unibrew. Vrumona is met een jaaromzet van zo'n 200 miljoen euro een klein onderdeel en Heineken wil zich nog meer richten op bier. Royal Unibrew is bereid 300 miljoen euro te betalen aan Heineken. Vanaf 23 september 2023 was Vrumona officieel in handen van Royal Unibrew.

## Merkenportfolio
De Vrumona-merkenportfolio bestaat in 2020 uit tien eigen merken:
- SiSi (merk in 1955 overgenomen van Becht)
- Royal Club (merk in 1969 overgenomen van Tims)
- Sourcy (1981, voortzetting van het in 1978 door Vrumona geïntroduceerde merk Pur)
- Aquell (1999)
- Crystal Clear (merk in 2000 overgenomen van branchegenoot Hero)
- Climax (2008, voortzetting van het in 1998 door Vrumona geïntroduceerde merk Xí)
- Vitaminwater (2009)
- Russell & Co. (2016)
- Ranja (merk in 2019 verworven door overname van 51% aandelen in Ranja B.V. van participatiemaatschappij Nederlands MerkGoed B.V.)[6]
- Limeau (idem als Ranja).

Daarnaast voert het bedrijf tien licentiemerken:
- Pepsi
- 7Up
- Rivella (licentie verworven in 1984)
- Gatorade
- Pago (licentie verworven in 2012)
- Mountain Dew (licentie verworven in 2013)
- Caleb's Kola (licentie verworven in 2018)
- StrangeLove (licentie verworven in 2019)
- Butcha (licentie verworven in 2019)
- Tenzing (licentie verworven in 2020).

Tot de door Vrumona teruggetrokken en/of slapend gehouden eigen merken behoren onder andere:
- B3 (in gebruik van 1951-1989)
- Polar (1951-1969)
- Pur (1978-1981)
- Snor (1979-1980)
- Joy (1972-1974 en 2004-2009)
- Holy Soda (2013-2017).

Voorts is Vrumona licentiehouder en/of contractbottelaar geweest van de producten:
- Fosco (chocolademelk, 1960-1975)
- Sunkist (vruchtenlimonades, 1964-1970)
- Schweppes (frisdranken, 1996-2009)
- Dr Pepper (frisdrank, 1996-2009).

## Bedrijfsgegevens
In 2012 werkten er bij Vrumona 370 mensen en werd een afzet gerealiseerd van bijna 300 miljoen liter frisdrank en water. In 2016 had Vrumona een arbeidsomvang van 360 fte en een afzet van 200 miljoen liter frisdrank en water. In 2018 behaalde het bedrijf met 400 personeelsleden een omzet van 350 miljoen euro.